# Stiftung Marktwirtschaft
Die Stiftung Marktwirtschaft ist eine wirtschaftsliberal orientierte Lobbyorganisation und Denkfabrik.

## Geschichte und Organisation
Die Stiftung wurde 1982 unter dem Namen Frankfurter Institut gegründet. Seit 2001 hat sie ihren Sitz in Berlin.
Die Stiftung Marktwirtschaft gehörte bis zu dessen Auflösung zum Stockholm Network. Seit 1998 vergibt sie den Wolfram-Engels-Preis – Mensch und Markt.
Dem Vorstand der Stiftung gehören Bernd Raffelhüschen und Michael Eilfort an. Abgesehen vom Vorstand zählt die Stiftung sieben Mitarbeiter.

## Ziele
Die Stiftung will mit „ordnungspolitischen Reformkonzepten“ das „Ausufern staatlicher Bevormundung“ verringern und einen Beitrag zur „Weiterentwicklung einer freiheitlichen Ordnung in Deutschland und in Europa leisten“. Seine Vorschläge reichen dabei von den Themenbereichen Steuern, Arbeitsmarkt und Sozialversicherung über Europa und Finanzmärkte bis zu Bildung und öffentlichen Verwaltung.

## Einordnung
Die Stiftung versteht sich als Schnittstelle zwischen Wissenschaft und Politik mit dem Ziel der Förderung wirtschaftsliberaler Anliegen. Im Unterschied zur Kampagnenarbeit von Lobbygruppen wie der Initiative Neue Soziale Marktwirtschaft setzt die Stiftung Marktwirtschaft zur Durchsetzung ihrer Interessen auf Studien, Hintergrundgespräche und auf die direkte Ansprache der politischen Entscheidungsträger.
Laut Lobbycontrol dient die Stiftung der Beeinflussung der Politik und ähnelt klassischen Interessenverbänden. Die Stiftung setze sich für marktliberale Konzepte ein. Im Rahmen einer Unternehmenssteuerreform habe sie in ihren Arbeitsgruppen zahlreiche Vertreter aus Unternehmen oder Steuerkanzleien eingebunden. Ferner sei die Finanzierung intransparent, da Angaben zu Spenden oder Unternehmenszuwendungen nicht gemacht würden. Der Beirat und das Kuratorium sei geprägt von Verbindungen zu Unternehmen wie Altana, der Haniel Gruppe, der Deutschen Bank oder Privatbanken.

## Finanzierung
Nach eigenen Angaben finanziert sich die Stiftung durch den Verkauf von Publikationen sowie durch Spenden und Mitgliedsbeiträge, bei konkreten Projekten wird sie von anderen Stiftungen unterstützt, wozu insbesondere auch die informedia-Stiftung mit Sitz in Köln gehört.
Im Jahr 2022 erhielt die Stiftung unter anderem Spenden bis zu 50.000 Euro von Einzelpersonen und den Organisationen Robert Bosch GmbH, Deutsche Post-Stiftung, Schwarz-Gruppe (Lidl, Kaufland), KPMG Deutschland, E.ON, Festo. Dirk Ippen spendete einen Betrag zwischen 90.000 und 100.000 Euro und Theo Siegert einen Betrag zwischen 140.000 und 150.000 Euro.

## Wissenschaftlicher Beirat
Der wissenschaftliche Beirat der Stiftung ist auch bekannt unter dem Namen Kronberger Kreis und existiert seit der Gründung der Stiftung im Jahr 1982. Ihm gehören wirtschaftsliberale deutsche Hochschulprofessoren der Wirtschafts- und Rechtswissenschaften an.
Aktuelle Mitglieder
seit 2008: Lars P. Feld (Sprecher)
seit 2011: Volker Wieland
seit 2012: Berthold U. Wigger
seit 2012: Justus Haucap
seit 2013: Clemens Fuest
Ehemalige Mitglieder
von 2014 bis 2024: Heike Schweitzer

## Kommission Steuergesetzbuch
An der Kommission Steuergesetzbuch, welche 2004 ihre Arbeit aufnahm, unter Leitung des Kölner Rechtswissenschaftlers Joachim Lang, die unter dem Dach der Stiftung das Steuerkonzept erarbeitete, waren 76 Experten aus Wissenschaft, Recht, Unternehmen, den Kommunen und Vertretern von im Bundestag vertretenen Parteien beteiligt.
Der politische Beirat setzt sich zusammen aus Friedrich Merz (CDU), dem rheinland-pfälzischen Finanzminister Ingolf Deubel (SPD), Hermann Otto Solms (FDP) und dem bayrischen Finanzminister a. D. Kurt Faltlhauser (CSU).
2008 trat Friedrich Merz mit der Forderung nach einem reformierten Einkommensteuergesetz an die Öffentlichkeit und bezog sich auf die Ergebnisse der Kommission.

## Publikationen
Die Stiftung Marktwirtschaft veröffentlicht Beiträge, welche durch Mitglieder ihres Beirats, dem Kronberger Kreis, erstellt werden. Die erste Veröffentlichung erschien im Jahr 1983 mit dem Titel „Mehr Mut zum Markt“. Die Schrift erörtert aus Sicht der Stiftung die Frage, wie in den Bereichen Kapitalbildung, Arbeitsmarkt, soziale Sicherung und Staatshaushalt die Regeln des Marktes und des wirtschaftlichen Umgangs mit den Ressourcen wieder in Kraft zu setzen sind.
Die Stiftung gibt ihre Publikationen vor allem unter dem Titel „Kronberger Kreis-Studien“ heraus. Darüber hinaus fanden sich kürzere Positionspapiere des Beirats in der Reihe „Argumente zu Marktwirtschaft und Politik“.
Zur Rezeption der Studien der Stiftung, siehe auch Artikel Bernd Raffelhüschen und Generationenbilanz. Die der Generationenbilanzierung zugrunde liegende Methodik ruft teils starke Kritik in den Wirtschaftswissenschaften hervor.